# Donji Javoranj
Donji Javoranj är en ort i Kroatien.   Den ligger i länet Moslavina, i den centrala delen av landet, 80 km söder om huvudstaden Zagreb. Donji Javoranj ligger 138 meter över havet och antalet invånare är 171.
Terrängen runt Donji Javoranj är kuperad norrut, men söderut är den platt. Donji Javoranj ligger nere i en dal. Runt Donji Javoranj är det ganska tätbefolkat, med 67 invånare per kvadratkilometer. Närmaste större samhälle är Dvor, 5,0 km söder om Donji Javoranj. Omgivningarna runt Donji Javoranj är en mosaik av jordbruksmark och naturlig växtlighet.